# Kalliandrasläktet

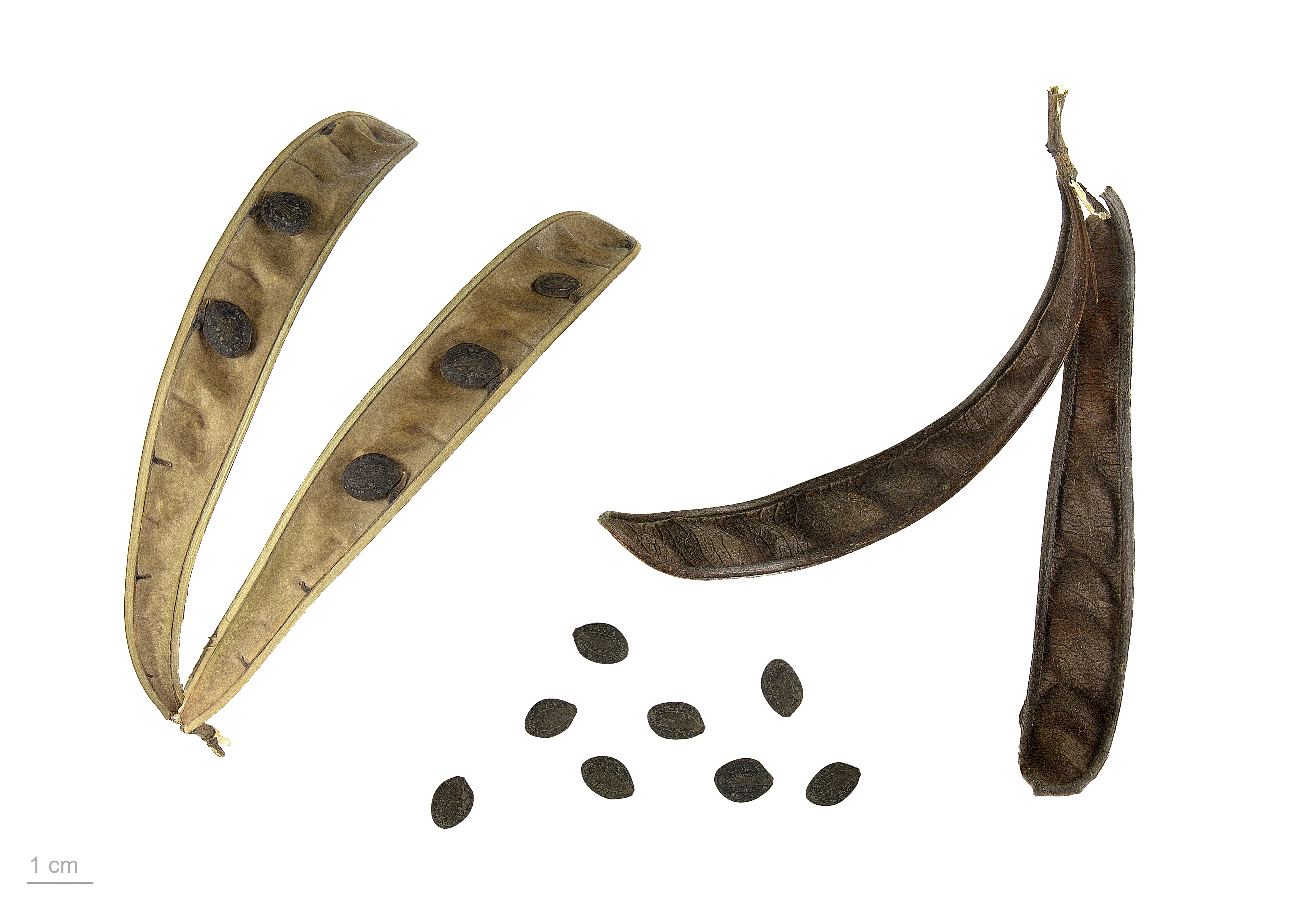
Calliandra calothyrsus

Kalliandrasläktet (Calliandra) är ett växtsläkte i familjen ärtväxter med cirka 200 arter. De förekommer i tropiska och subtropiska Amerika, Madagaskar tropiska Västafrika, Indien och östra Pakistan.